# Bahamut Lagoon
Bahamut Lagoon (яп. バハムート ラグーン бахамуто рагуун) — тактическая ролевая игра для приставки Super Nintendo Entertainment System, разработанная и выпущенная компанией Square (ныне Square Enix) в 1996 году. Игра никогда не издавалась за пределами Японии, но группой фанатов неофициально была переведена на английский язык. В сентябре 2009 года состоялся релиз для сервиса Virtual Console.
Сюжет повествует о группе повстанцев, которые, рискуя своими жизнями, борются против тирании могущественной империи. В соответствии с канонами традиционных японских ролевых игр, персонажи, участвуя в сражениях, развивают свои характеристики, которые впоследствии напрямую влияют на успешность выступления в битве.
В первый год продаж в Японии было реализовано 474 680 копий игры, что явилось семнадцатым показателем в списке наиболее продаваемых игр в этой стране за 1996 год.

## Неавторизованные переводы

### На английский язык
В 1998 группой энтузиастов Starsoft Translations была предпринята попытка перевода этой игры, однако они не справились со сложными алгоритмами сжатия данных и смогли завершить проект лишь наполовину.
Позже, другая группа Illusion Translations, пыталась сделать свой перевод, но у них также ничего не вышло.
Завершить перевод в 2002 году удалось группе DeJap.

### На русский язык
На русский язык перевод был выполнен группой Chief-Net в конце 2012 года. Перевод был выполнен с английского перевода DeJap.